# مشروع غوتنبرغ
مشروع غوتنبرغ (بالإنجليزية: Project Gutenberg)‏ هو مشروع تطوعي يهدف إلى تحويل وتخزين ونشر الأعمال الثقافية بشكل رقمي. أسس المشروع مايكل هارت في عام 1971 م وهو أقدم مكتبة إلكترونية موجودة. معظم المواد الموجودة في المشروع عبارة عن نصوص كاملة ذات ملكية عامة. يحاول المشروع أن يجعل المواد الموجودة فيه مجانية بقدر المستطاع وبتنسيقات تمكن تشغيلها من جميع الحواسيب تقريباً.
فكرة مايكل هارت عام 1971 تتمثل في تمكين كل من يملك حاسوبا موصولا للشابكة من الحصول ومن ثم قراءة أمهات الكتب وأصول المعرفة الإنسانية. موقع مشروع غوتنبرغ اليوم يوفر نسخا رقمية من أعمال مشاهير الكتاب والمفكرين على مر العصور، طالما لم تكن هذه الأعمال مشمولة بقوانين حماية الملكية الفكرية. ويوجد ضمن الموقع اليوم أكثر من عشرة آلاف عنوان على شكل ملفات نصية مضغوطة أو كملفات نصية فقط. وكان هدف هارت منذ البداية هو تزويد مستخدمي إنترنت بأكثر من تريليون ملف نصي بنهاية عام 2001.
ورغم الكميات الهائلة من الملفات المتوفرة ضمن موقع مشروع غوتنبرغ، فإنه لم يحتو على كثير من الميزات التي يمكن أن تجعل منه مكتبة رقمية كاملة، مثل إمكانات البحث في النص، أو تصنيف الكتب، وما إلى ذلك، ولا يحتوي الموقع حتى اليوم إلا على محرك بحث بسيط يبحث في الكتب حسب العناوين أو حسب اسم المؤلف. والسبب في ذلك هو أن هارت منذ البدء لم يكن مهتما بالنواحي التقنية للموقع، فهدفه الوحيد وحلم حياته هو أن يضع أكبر كمية من الكتب الرقمية المجانية على الشبكة. يحصل هارت على تمويله اليوم من الجامعة البندكتية في ولاية إلينوي، والتي عينته أيضا أستاذا في علوم النص الإلكتروني ووفرت له المعدات اللازمة لتشغيل الموقع، كما يعاون هارت في جهوده شبكة من المتطوعين يبلغ عددهم حوالي الألف.

## وصلات خارجية
- الموقع الرسمي